# 별의 커비 로보보 플래닛
별의 커비 로보보 플래닛(星のカービィ ロボボプラネット)은 HAL 연구소가 개발하고 닌텐도에서 배급하는 닌텐도 3DS 시리즈용 액션 플랫포머 비디오 게임이다. 별의 커비 시리즈 중 하나로 2016년 4월 28일 일본과 한국에서 동시발매되었다.

## 줄거리
어느 날 팝스타를 침략한 할트만 웍스 컴퍼니를 물리치는 내용이다. 팝스타의 모든 생명체는 로봇으로 개조되거나 복제되어버린다.
커비는 친구들을 되돌리기 위해 새로운 모험을 시작한다.

## 보스
스토리 모드:
패치드 플레인즈: 위스피 보그
리솔루션 로드: 홀로그램 시큐리티 시스템
오버로드 오션: 비서 수지
기가바이트 그라운즈: 메타 나이트 보그
리듬 루트: 클론 디디디
엑세스 아크: 신 메타 나이트 보그, 프레지던트 할트만
마인드 인 더 프로그램: 별의 꿈 (최종 보스)
강화된 RE: 보스:
1. RE: 위스피 보그
2. RE: 홀로그램 방어시스템
3. RE: 비서 수지
4. 강화 양산 메타 나이트 보그
5. RE: 클론 디디디
6. RE: 프레지던트 할트만
중보스: 두왕, 본커스(본카스), 두비어, 잔키블, 블라키, 포이즌보로스, 텔레파토리스, 시큐리티서비스
(중보스들 은 강화된 형태(' RE: ')를 가지고 있다.)
보스가 강화되면 패턴과 형태가 바뀌고 이름앞에 RE:가 붙는다(인배인드 아머는 강화된형태( 'RE: ')가 없고, 쓰러트릴시 '로보보아머' 를 드랍한다.).
특별보스: 인배인드 아머, 아륜기지, 코어 카부라, 클론 다크메터, 클론 세크토니아, 갤럭틱 나이트 리턴즈, 별의 꿈.SOUL.OS
(코어 카부라는 아륜기지를 스테이지 4-4와 '진보스와 정면승부' 에서 부쉈을때만 나오고 로보보 아머의 '제트모드'로 밖에 싸우지 않는다.)
('클론 다크메터', '클론 세크토니아', '갤럭틱 나이트 리턴즈'는 'GO! 메타 나이트' 모드에서 레벨 6 보스 'RE: 프레지던트 할트만' 을 처치 한후 등장하거나 '진 보스와 정면승부'에서 등장한다.)
(별의 꿈.SOUL.OS는 '진 보스와 정면승부'에서 만 등장하며, '진 보스와 정면승부' 의 마지막 보스로 등장한다.)

## 에리어
1. 패치드 플레인즈(Patched plains)
2. 리솔루션 로드(Resolution rode)
3. 오버로드 오션(Overrode ocean)
4. 기가바이트 그라운즈(Gigabyte grounds)
5. 리듬 루트(Rhythm route)
6. 엑세스 아크(Access ark)
7. 마인드 인더 프로그램(Mind in the program)

각 스테이지 마다 IC 큐브를 모으는 게 임무다. 총 100개 존재한다.
영어 문장의 첫 글자를 맞춰보면 PROGRAM